# Glossotrophia fucata
Glossotrophia fucata là một loài bướm đêm trong họ Geometridae.